# Simon Trpčeski
Simon Trpčeski (macédonien : Симон Трпчески), né le 18 septembre 1979, à Skopje, Macédoine, est un pianiste classique macédonien.

## Biographie
En 2002, il a obtenu son diplôme en musique de l'université Saints-Cyrille-et-Méthode de Skopje, où il a étudié avec le professeur Boris Romanov. Auparavant, il avait déjà donné des récitals au Wigmore Hall de Londres en 2001 et avait gagné des prix lors de compétitions internationales au Royaume-Uni, en République tchèque et en Italie.
Membre du BBC New Generation Scheme 2001-2003, Simon Trpčeskia depuis 2005 collaboré avec les orchestres à rayonnement mondial, comme l'Orchestre philharmonique de New York, l'Orchestre symphonique de San Francisco, l'Orchestre philharmonique de Los Angeles, l'Orchestre symphonique de Singapour, l'Orchestre philharmonique de Hong Kong, et l'Orchestre symphonique de Toronto. Il a ainsi fait des récitals aux États-Unis, en Europe et en Asie.
En décembre 2005, il est apparu pour la première fois aux International Piano Series à Londres, et il a joué avec des orchestres anglais, comme l'Orchestre philharmonique de Londres et l'Orchestre symphonique de Londres, le Hallé Orchestra, l'Orchestre symphonique de Bournemouth, et l'Orchestre symphonique de Birmingham. Dans les pays nordiques, il a joué avec l’Orchestre philharmonique royal de Stockholm, l’Orchestre philharmonique de Bergen, l’Orchestre symphonique de Göteborg, et l'Orchestre philharmonique d'Helsinki, ainsi qu'avec l'Orchestre de chambre suédois.
Le premier enregistrement de récital de Simon Trpčeski, un CD EMI Classics Debut Series, a reçu à la fois le Choix de l'éditeur et le Prix du premier album du magazine Gramophone. Ce disque compte des œuvres de Tchaïkovski, Scriabine, Stravinsky et Prokofiev. Pour son deuxième album, l'artiste est passé dans la collection principale d'EMI. Il y interprète Rachmaninov, Chopin et Debussy.

## Titres et récompenses
- 1998 : Première place au Concours mondial de piano "Yamaha Music Foundation of Europe" à Skopje
- 2000 : Deuxième place au "Millennium World Piano Competition London"
- 2003 : "Prix du jeune artiste" de la Royal Philharmonic Society
- 2005 : Disque du mois (avril) - BBC Music Magazine
- 2009 : Ordre du Mérite macédonien[2]
- 2010 : son disque “Rachmaninov” reçoit le Diapason d'or de l’année 2010